# Аранда (народ)
Аранда — протоэтническая группа австралийских аборигенов, проживающих в районе города Алис-Спрингс в Центральной Австралии. Общая численность — около 2 тысяч человек. Говорят на языках арандской группы пама-ньюнганской языковой семьи. Основные традиционные занятия — собирательство, охота. В качестве традиционных форм социально-политической организации были характерны локальные группы в сочетании с объединениями культового характера (тотемическими группами) и экстерриториальными экзогамными объединениями (матрилинейными фратриями и брачными классами). Этнографы, работавшие среди аранда в период до утраты ими своей автономии зафиксировали выраженное неравенство полов (ярко выраженное доминирование над женщинами со стороны мужчин) и возрастных групп. В настоящее время аранда принимают активное участие в движениях австралийских аборигенов за свои права.

## См.также
- Инти́чиума[пол.] — тотемические верования аранда и др. австралийских племён.